# شهرک شانگسانجی
شهرک شانگسانجی (به لاتین: Shangsanji Township) یک شهرک در جمهوری خلق چین است که در شهرستان پینگشان واقع شده‌است.